# Campionati mondiali di equitazione
I Campionati mondiali di equitazione (FEI World Equestrian Games) sono una manifestazione internazionale di equitazione organizzata dalla FEI (Federazione internazionale degli sport equestri), che si tiene con cadenza quadriennale dal 1990.

## Titoli in palio
Ai campionati mondiali oltre le tre specialità olimpiche (dressage, concorso completo e salto ostacoli) e paralimpiche (paradressage),vengono assegnati titoli in altre quattro specialità. Solo nel volteggio, gli uomini e le donne gareggiano in classifiche separate.
Dressage
- Freestyle
- Gp Special
- A squadre

Concorso completo (Eventing)
- Individuale
- A squadre

Salto ostacoli (Jumping)
- Individuale
- A squadre

Paradressage
- Freestyle
- Individual
- A squadre

Endurance
- Individuale
- A squadre

Attacchi (Driving)
- Individuale
- A squadre

Volteggio (Vaulting)
- Individuale maschile
- Individuale femminile
- A squadre
- Pas de Deux

Reining
- Individuale
- A squadre

## Edizioni
| N° | Anno | Sede                                            | Eventi |
| -- | ---- | ----------------------------------------------- | ------ |
| 1  | 1990 | Svezia - Stoccolma                              | 13     |
| 2  | 1994 | Paesi Bassi - L'Aia                             | 14     |
| 3  | 1998 | Italia - Roma                                   | 11     |
| 4  | 2002 | Spagna - Jerez de la Frontera                   | 15     |
| 5  | 2006 | Germania - Aquisgrana                           | 16     |
| 6  | 2010 | Stati Uniti - Lexington                         | 27     |
| 7  | 2014 | Francia - Normandia                             | 28     |
| 8  | 2018 | Stati Uniti - Tryon                             | 29     |
| 9  | 2022 | Danimarca - Herning Italia - Pratoni del Vivaro | 29     |

## Medagliere
|        | Nazione             | Oro | Argento | Bronzo | Totale |
| ------ | ------------------- | --- | ------- | ------ | ------ |
| 1      | Germania            | 44  | 28      | 38     | 110    |
| 2      | Regno Unito         | 25  | 26      | 17     | 68     |
| 3      | Paesi Bassi         | 25  | 20      | 22     | 67     |
| 4      | Stati Uniti         | 16  | 20      | 21     | 57     |
| 5      | Francia             | 13  | 19      | 7      | 39     |
| 6      | Danimarca           | 8   | 9       | 8      | 25     |
| 7      | Belgio              | 8   | 8       | 4      | 20     |
| 8      | Italia              | 5   | 5       | 4      | 14     |
| 9      | Nuova Zelanda       | 5   | 1       | 2      | 8      |
| 10     | Svizzera            | 4   | 7       | 6      | 17     |
| 11     | Svezia              | 4   | 2       | 7      | 13     |
| 12     | Spagna              | 3   | 2       | 2      | 7      |
| 13     | Australia           | 3   | 1       | 6      | 10     |
| 14     | Emirati Arabi Uniti | 3   | 1       | 1      | 5      |
| 15     | Austria             | 1   | 7       | 8      | 16     |
| 16     | Canada              | 1   | 4       | 4      | 9      |
| 17     | Brasile             | 1   | 2       | 2      | 5      |
| 17     | Irlanda             | 1   | 2       | 2      | 5      |
| 19     | Lettonia            | 1   | 2       | 0      | 3      |
| 20     | Finlandia           | 0   | 1       | 2      | 3      |
| 20     | Ungheria            | 0   | 1       | 2      | 3      |
| 22     | Singapore           | 0   | 1       | 1      | 2      |
| 23     | Arabia Saudita      | 0   | 1       | 0      | 1      |
| 23     | Unione Sovietica    | 0   | 1       | 0      | 1      |
| 25     | Giappone            | 0   | 0       | 1      | 1      |
| 25     | Norvegia            | 0   | 0       | 1      | 1      |
| 25     | Portogallo          | 0   | 0       | 1      | 1      |
| 25     | Qatar               | 0   | 0       | 1      | 1      |
| 25     | Slovacchia          | 0   | 0       | 1      | 1      |
| Totale | Totale              | 171 | 171     | 171    | 513    |